# 沖縄県道231号那覇空港線
沖縄県道231号那覇空港線（おきなわけんどう231ごう なはくうこうせん）は沖縄県那覇市安次嶺の那覇空港入口と豊見城市名嘉地とを結ぶ一般県道。

## 概要

### 区間・実延長
- 起点：那覇市字安次嶺（那覇空港国内線ターミナル前、国道332号）
- 終点：豊見城市字名嘉地（国道331号・那覇空港自動車道・沖縄県道256号豊見城糸満線）
- 総延長：3.81km
- 実延長：3.27km

### 通過自治体
- 那覇市-豊見城市

### 交差・重複する道路
- 国道332号（起点）
- 国道331号（那覇市安次嶺 - 赤嶺・終点（小禄バイパス））
- 沖縄県道221号那覇内環状線（那覇市赤嶺）
- 沖縄県道62号線（豊見城市名嘉地）
- 那覇空港自動車道豊見城東道路 豊見城・名嘉地インターチェンジ（終点）
- 沖縄県道256号豊見城糸満線（終点、2017年3月まで豊見城上田方面は県道68号線、糸満方面は国道331号だった）

### 並行する鉄道
- 沖縄都市モノレール（ゆいレール）（起点 - 那覇市赤嶺）
- 那覇空港駅（起点）

### 主要施設
- 那覇空港（那覇市鏡水）
  - 国内線ターミナル
  - 国際線ターミナル
  - 際内連絡ターミナル
  - 貨物ターミナル
- 沖縄都市モノレール
  - 本社・車両整備場（那覇市安次嶺）
  - 那覇空港駅（起点）
  - 赤嶺駅（那覇市赤嶺）
- 陸上自衛隊那覇駐屯地（那覇市鏡水）
- 航空自衛隊那覇基地（那覇市安次嶺）

### 路線バス
路線の詳細は沖縄本島のバス路線を参照。
- 9番・小禄石嶺線（那覇バス市内線） 那覇市宇栄原 - 高良（宇栄原廻りのみ）・豊見城市名嘉地（名嘉地三叉路 - 我那覇交差点）
- 11番・安岡宇栄原線（那覇バス市内線） 豊見城市名嘉地（名嘉地三叉路 - 我那覇交差点）
- 17番・石嶺（開南）線（那覇バス市内線） 那覇市赤嶺 - 高良・豊見城市名嘉地（名嘉地三叉路 - 我那覇交差点）
- 27番・屋慶名線（沖縄バス） 那覇市赤嶺 - 豊見城市名嘉地（沖縄バス豊見城営業所発着のみ）
- 32番・コンベンションセンター線（沖縄バス） 那覇市赤嶺 - 豊見城市名嘉地（沖縄バス豊見城営業所発着のみ）
- 39番・南城線（沖縄バス） 那覇市赤嶺 - 豊見城市名嘉地（沖縄バス豊見城営業所発着のみ）
- 43番・北谷線（沖縄バス） 那覇市赤嶺 - 豊見城市名嘉地（沖縄バス豊見城営業所発着のみ）
- 56番・浦添線（琉球バス交通） 那覇市赤嶺 - 豊見城市名嘉地
- 87番・赤嶺てだこ線（沖縄バス） 那覇市赤嶺 - 豊見城市名嘉地
- 89番・糸満（高良）線（琉球バス交通・沖縄バス共同運行） 那覇市赤嶺 - 豊見城市名嘉地
- 95番・空港あしびなー線（那覇バス）　那覇空港ターミナルビル入口 - 安次嶺
- 101番・平和台安謝線（那覇バス） 豊見城市名嘉地（瀬長島入口交点 - 名嘉地交差点）
- 189番・糸満空港線（琉球バス交通）那覇空港ターミナルビル入口 - 安次嶺
- 256番・浦添てだこ線（琉球バス交通） 那覇市赤嶺 - 豊見城市名嘉地
- 888番・やんばる急行バス　那覇空港ターミナルビル入口 - 安次嶺（那覇空港自動車道経由の急行便のみ）
- TK01・ウミカジライナー（東京バス）　那覇空港ターミナルビル入口 - 安次嶺
- TK02・ハーレーエクスプレス（東京バス）　那覇空港ターミナルビル入口 - 安次嶺
- TK03・琉球ホテルエアポートリムジン（東京バス）　那覇空港ターミナルビル入口 - 安次嶺
- 瀬長島ライナー（カリー観光）　那覇空港ターミナルビル入口 - 安次嶺

## 歴史・特徴
- 1987年（昭和62年）に那覇市鏡水（当時の国内線第1ターミナル入口）から安次嶺間で路線指定される。当時は那覇空港に向かう道路は国道332号しかなく、年々交通量が多くなり、時々渋滞もあった。そのため糸満・豊見城の国道331号方面や小禄方面から国道332号を通らずに空港に向かう道路が必要になった。1982年（昭和57年）から1987年（昭和62年）と1992年（平成4年）から開通直前の1994年（平成6年）には陸上自衛隊の構内道路を開放した。
- そして1994年（平成6年）に県道が開通した。当時は国内線ターミナルが起点の国道332号沿いにあったが、1999年（平成11年）に現在の国内線ターミナルが完成した。そして2003年（平成15年）には沖縄都市モノレールも開通した。
- 2006年（平成18年）に最初に本路線として開通した部分（旧国内線第1ターミナル前（現在の貨物ターミナル入口） - 現国内線ターミナル到着入口間）が国道332号に昇格（同国道は起点が事実上2ヶ所となるが、2009年（平成21年）に貨物ターミナル移転に伴い従来の起点だった旧国際線ターミナル前が閉鎖されたため、正式に起点が国内線ターミナル到着入口に一本化される）。かわって国道331号小禄バイパス（1989年開通）開通後旧道扱いだった那覇市赤嶺交差点 - 豊見城市名嘉地交差点間が県道に降格されこの路線となった（この時点で同区間の国道331号は完全に小禄バイパスが本線となったが、その後沖縄西海岸道路豊見城道路と糸満道路が全線完成4車線開通したのに伴い、2017年に国道331号の本線が両道路に移り、並行する旧道区間が沖縄県道256号豊見城糸満線として降格し、終点に接する小禄バイパス区間は国道の事実上支線となった）。
  - 追加指定された区間（旧国道部分）は別路線にするよりも既存路線と組み合わせたほうが効率的だというだけで、実際この区間が那覇空港に近いわけではない。那覇空港自動車道や豊見城・糸満方面から那覇空港へ向かうにはほとんどが国道331号（小禄バイパス）を利用しており、この区間を経由して那覇空港に向かうのは皆無といえよう（沿線またはこの区間付近に居住する車両は除く）。